# Metoxipropán
| Metoxipropán |                                       |
| |                                       |
| \| \| \| |                                       |
| IUPAC-név | 1-metoxipropán                        |
| Más nevek | metil-propil-éter metil-n-propil-éter |
| Kémiai azonosítók                                                                                               |                                       |
| CAS-szám | 557-17-5                              |
| PubChem | 11182                                 |
| ChemSpider | 10709                                 |
| EINECS-szám | 209-158-7                             |
| RTECS szám | KO2280000                             |
| SMILES | O(CCC)C                               |
| InChI | 1/C4H10O/c1-3-4-5-2/h3-4H2,1-2H3      |
| InChIKey | VNKYTQGIUYNRMY-UHFFFAOYSA-N           |
| UNII | 37D15RN2Z8                            |
| Kémiai és fizikai tulajdonságok                                                                                 |                                       |
| Kémiai képlet                                                                                                   | C4H10O                                |
| Moláris tömeg                                                                                                   | 74,12                                 |
| Sűrűség | 0,7356 g/cm³                          |
| Forráspont | 38,8 °C                               |
| Oldhatóság (vízben)                                                                                             | 30,5 g/L                              |
| Törésmutató (nD)                                                                                                | 1,35837 (14,3 °C)                     |
| Viszkozitás | 0,3064 cP (0,3 °C)                    |
| Terápiás előírások                                                                                              |                                       |
| Alkalmazás | inhaláció                             |
| Veszélyek |                                       |
| NFPA 704 | 3 0                                   |
| Lobbanáspont | < −20 °C                              |
| Robbanási határ                                                                                                 | 1,9–11,8                              |
| Ha másként nem jelöljük, az adatok az anyag standardállapotára (100 kPa) és 25 °C-os hőmérsékletre vonatkoznak. |                                       |
| |                                       |

A  metoxipropán, más néven metil-propil-éter az éterek közé tartozó szerves vegyület. Színtelen, gyúlékony folyadék, forráspontja 38,8 °C.
Régebben érzéstelenítőként alkalmazták – erősebb hatása miatt – a dietil-éter alternatívájaként. Manapság a jóval kevésbé gyúlékony halogénezett éterszármazékokat használják erre a célra.

## Fordítás
- Ez a szócikk részben vagy egészben  a   Methoxypropane című angol Wikipédia-szócikk ezen változatának fordításán alapul.  Az eredeti cikk szerkesztőit annak laptörténete sorolja fel. Ez a jelzés csupán a megfogalmazás eredetét és a szerzői jogokat jelzi, nem szolgál a cikkben szereplő információk forrásmegjelöléseként.